# Jisra'el Jinon
Jisra'el Jinon (11. ledna 1956 – 29. ledna 2015) byl izraelský dirigent. Narodil se ve městě Kfar Saba a studoval dirigování, skladbu a hudební teorii na universitě v Tel Avivu. Značnou část své práce věnoval objevování židovských skladatelů, kteří zemřeli během holokaustu. Věnoval se také skladatelům žijícím na území dnešního Česka, jako byli například Hans Krása, Pavel Haas a Ervín Schulhoff. Často spolupracoval i s českými orchestry. Zemřel během koncertu, když dirigoval orchestr hrající skladbu Richarda Strausse, ve švýcarském Lucern.